# Граттан (Миннесота)
Граттан (англ. Grattan) — тауншип в округе Айтаска, Миннесота, США. На 2010 год его население составило 44 человека. Город был назван в честь ирландского оратора Генри Граттана.

## География
По данным Бюро переписи населения США площадь тауншипа составляет 92,3 км², из которых 90,0 км² занимает суша, а 2,3 км² — вода (2,44 %).

## Население
В 2010 году на территории тауншипа проживало 44 человека (из них 59,1 % мужчин и 40,9 % женщин), насчитывалось 16 домашних хозяйств и 12 семей. На территории города было расположено 32 постройки со средней плотностью 0,36 построек на один квадратный километр суши. Расовый состав: белые — 79,5 %, других рас США — 6,8 %, 13,6 % приходится на две или более других рас..
Население города по возрастному диапазону по данным переписи 2010 года распределилось следующим образом: 36,4 % — жители младше 21 года, 45,4 % — от 21 до 65 лет и 18,2 % — в возрасте 65 лет и старше. Средний возраст населения — 42,0 года. На каждые 100 женщин в Граттане приходилось 144,4 мужчин, при этом на 100 совершеннолетних женщин приходилось уже 141,7 мужчин сопоставимого возраста.
Из 16 домашних хозяйств 75,0 % представляли собой семьи: 50,0 % совместно проживающих супружеских пар (25,0 % с детьми младше 18 лет); 6,3 % — женщины, проживающие без мужей, 18,8 % — мужчины, проживающие без жён. 25,0 % не имели семьи. В среднем домашнее хозяйство ведут 2,75 человека, а средний размер семьи — 3,33 человека. В одиночестве проживали 25,0 % населения, все они были одинокими пожилыми людьми (старше 65 лет).
В 2014 году из 27 человек старше 16 лет имели работу 23. В 2014 году медианный доход на семью оценивался в 75 833 $, на домашнее хозяйство — в 75 000 $. Доход на душу населения — 14 380 $ в год.